# Antoni Balasch i Parisi
Antoni Balasch i Parisi (Albesa, 2 de novembre de 1958) és un pedagog i polític català, alcalde d'Albesa i diputat al Parlament de Catalunya en la IX i X legislatures.

## Biografia
És llicenciat en ciències de l'educació, especialitzat en pedagogia terapèutica. De 1996 a 2003 fou director del CEIP Gaspar de Portolà de Balaguer. És soci d'Òmnium Cultural i de l'Ateneu Popular de Ponent de Lleida, i vicepresident de l'Institut d'Estudis Ilerdencs de 2003 a 2007.
Milita a Convergència Democràtica de Catalunya des del 1992. A les eleccions municipals espanyoles de 1991 fou escollit regidor i tinent d'alcalde de l'ajuntament d'Albesa, i des de les eleccions municipals espanyoles de 1999 n'és alcalde. De 1991 a 2003 ha estat membre del Consell Comarcal de la Noguera i diputat de la Diputació de Lleida de 2003 a 2011.
Fou elegit diputat a les eleccions al Parlament de Catalunya de 2010 i 2012. Ha estat president de la Mesa de la Comissió de Control de l'Actuació de la Corporació Catalana de Mitjans Audiovisuals i portaveu dels grup parlamentari de CiU en la Comissió de la Sindicatura de Comptes. A les eleccions al Parlament de Catalunya de 2015 formà part de la candidatura Junts pel Sí per la circumscripció de Lleida i fou elegit novament diputat.
L'any 2019 la Fiscalia de Lleida li va obrir diligencies per malversació per haver cobrat presumptament dietes dobles.